# Daúde ibne Iázide ibne Hatim Almoalabi
Daúde ibne Iázide ibne Hatim Almoalabi (em árabe: داود بن يزيد بن حاتم المهلبي‎‎; romaniz.: Dawud ibn Yazid ibn Hatim al-Muhallabi; m. 820 ou 821) foi um governador provincial do Califado Abássida no final do século VIII e começo do IX. Um membro da proeminente família dos moalábidas, foi brevemente governador das províncias ocidentais de Ifríquia (787 ou 788) e Egito (790-791), depois do que foi nomeado à província ocidental de Sinde (800), onde serviu pelo resto de sua vida.

## Vida
Daúde foi filho de Iázide ibne Hatim, que serviu como governador de Ifríquia aos califas Almançor, Almadi, Alhadi e Harune Arraxide. Iázide morreu cedo no reinado e Arraxide, e Daúde temporariamente sucedeu-o como governador. Sua liderança, contudo, provou-se inadequada, e a autoridade do governo dentro da província começou a enfraquecer. Como resultado, Arraxide nomeou Rau ibne Hatim, tio de Daúde, para tomar controle da Ifríquia. Depois disso, Daúde foi nomeado como governador do Egito e 790. Após servir lá por pouco mais de um ano, foi demitido do posto e substituído pelo príncipe Muça ibne Issa.
Em 800, Daúde foi investido como governador de Sinde e recebeu a missão de pacificar a província, que foi assolada por longínquos conflitos entre as tribos árabes locais. Inicialmente enviou seu irmão Muguira para tomar controle de Almançora, mas os habitantes da cidade rebelaram-se e repeliram-o. Daúde então entrou em Sinde a força e sitiou Almançora, que conseguiu tomar vários meses depois. Ele então avançou para assegurar que outras cidades de Sinde, assim firmemente restabelecendo o controle abássida. Daúde continuou como governador de Sinde pelas duas décadas seguinte, o mandado mais longo entre todos os governadores do começo do período abássida. As condições na província permaneceram tranquilas pelo resto de sua administração. Ele morreu em 820 ou 821 e foi sucedido por seu filho Bixer; Califa ibne Caiate data sua morte em 815-816.